# 12326 Shirasaki
12326 Shirasaki è un asteroide della fascia principale. Scoperto nel 1992, presenta un'orbita caratterizzata da un semiasse maggiore pari a 2,2631246 UA e da un'eccentricità di 0,1872209, inclinata di 5,84131° rispetto all'eclittica.